# Bradáčov
Bradáčov (en allemand : Bradatschow) est une commune du district de Tábor, dans la région de Bohême-du-Sud, en République tchèque. Sa population s'élevait à 46 habitants en 2020.

## Géographie
Bradáčov se trouve à 10 km à l'ouest-nord-ouest de Pacov, à 17 km au nord-est de Tábor, à 65 km au nord-nord-est de České Budějovice et à 73 km au sud-sud-est de Prague.
La commune est limitée par Smilovy Hory au nord, par Pojbuky à l'est, par Vodice au sud, et par Rodná à l'ouest.

## Histoire
La première mention écrite du village date de 1393.